# Upsilon Andromedae
Désignations
Upsilon Andromedae ou Upsilon d'Andromède, en abrégé υ And, est un système multiple constitué d'au moins deux étoiles et quatre planètes. Il est situé à 44 années-lumière (13,5 pc) du Soleil, dans la constellation d'Andromède, une dizaine de degrés à l'est de la galaxie d'Andromède. 

## Propriétés
Sa composante principale, υ And A ou Titawin, est une étoile jaune-blanc de la séquence principale de type spectral F9V, d'environ 1,3 masse solaire et âgée de 3,3 milliards d'années, donc semblable au Soleil mais plus jeune, plus massive et plus lumineuse. υ And A était classée 21e sur la liste des cent étoiles « cibles » de la mission Terrestrial Planet Finder de la NASA.
La deuxième étoile, υ And B, est une naine rouge de type spectral M4,5V orbitant à au moins 750 unités astronomiques de l'étoile principale ; cette valeur est une borne inférieure déduite de l'écart angulaire entre les deux composantes du couple, dont on ignore l'inclinaison par rapport à la ligne de visée, et par conséquent la distance réelle.

## Nomenclature
Titawin est le nom propre de l'étoile υ And A approuvé par l'Union astronomique internationale le 15 décembre 2015. Fait rare, l'étoile porte un nom d'origine Berbère (Amazigh) : Tiṭṭawin (ⵜⵉⵟⵟⴰⵡⵉⵏ en langue Tamazight), signifiant Les yeux.
En astronomie chinoise, ce système fait partie de l'astérisme Tianda jiangjun, représentant un militaire de haut rang éventuellement accompagné de ses hommes.

## Système planétaire
Depuis 1997, quatre exoplanètes ont été découvertes autour d'υ And A :
| Planète                                  | Masse (MJ)      | Demi-grand axe (UA) | Période orbitale (d) | Excentricité      |
| ---------------------------------------- | --------------- | ------------------- | -------------------- | ----------------- |
|                                          |                 |                     |                      |                   |
| υ And b                                  | 1,4             | 0,0595 ± 0,0034     | 4,617136 ± 0,000047  | 0,013 ± 0,016     |
| υ And c                                  | 13,98+2.3 −5.3  | 0,832 ± 0,048       | 241,33 ± 0,20        | 0,224 ± 0,021     |
| υ And d                                  | 10,25+0.7 −3.3  | 2,53 ± 0,15         | 1 278,1 ± 2,9        | 0,267 ± 0,021     |
| υ And e                                  | ≥ 1,059 ± 0,028 | 5,2456 ± 0,00067    | 3 848,86 ± 0,74      | 0,00536 ± 0,00044 |
|                                          |                 |                     |                      |                   |
| Système planétaire d'upsilon Andromedae. |                 |                     |                      |                   |

Upsilon Andromedae a été à la fois le premier système planétaire possédant plusieurs planètes découvert autour d'une étoile de la séquence principale et autour d'une étoile double.
- υ And b, orbitant à environ 0,06 UA d'υ And A, est de type Jupiter chaud, peut-être responsable d'une activité renforcée de la chromosphère de son étoile[10].
- Deux planètes plus éloignées et bien plus massives ont été découvertes en avril 1999 et appelées υ And c et υ And d, à 0,8 et 2,5 UA respectivement, avec des orbites plus excentriques que Pluton[11]. υ And c serait suffisamment massive pour être davantage une étoile naine brune qu'une planète géante gazeuse, tandis qu'υ And d orbiterait dans la zone habitable du système[12].

L'existence d'autres planètes trop petites ou plus distantes n'est pas écartée, bien que la proximité des planètes υ And b, υ And c et υ And d avec leur étoile rendrait le système instable. Des simulations montrent que l'excentricité de ce système peut avoir été due à une rencontre entre υ And c et une planète incidente qui aurait été éjectée ou détruite.
- Une quatrième exoplanète, υ And e, a été découverte fin 2010[8], dans une région qu'on a longtemps considérée comme instable[14], mais dont la stabilité aurait été établie en 2007[15].
Elle est considérée comme confirmée par le SIMBAD[16].

Ce système est loin d'être coplanaire, et les inclinaisons qui ont pu être déterminées jusqu'à présent seraient les suivantes :
υ And b : ~ 25° ;
υ And c : 7,9 ± 1° ;
υ And d : 23,8 ± 1° ;
avec, entre υ And c et υ And d, une inclinaison de 29,9 ± 1° ; l'inclinaison d'υ And e reste inconnue.